# Pianotrio nr. 7 (Beethoven)
Het Trio voor viool, cello en piano in Bes-groot, opus 97, van Ludwig van Beethoven is geschreven in 1811. Het is bekend onder de bijnaam Aartshertogtrio, omdat het is opgedragen aan aartshertog Rudolf van Oostenrijk (1788-1831), een leerling, mecenas en goede vriend van Beethoven. Hij heeft naast dit pianotrio nog ongeveer tien andere composities aan Rudolf opgedragen.
Dit pianotrio is tegen het einde van Beethovens zogeheten middenperiode gecomponeerd. De schetsen dateren van 1810 en Beethoven schreef het werk uit in maart 1811. Karakteristiek voor zijn middenperiode heeft dit pianotrio de klassieke vierdelige vorm, met een eerste deel in sonatevorm, een scherzo als tweede deel, een variatiereeks als langzame, derde deel en een finale in rondovorm. De pianopartij is prominenter aanwezig en onafhankelijker dan in eerdere composities, waaronder zijn eerdere pianotrio's.

## Geschiedenis
Het Aartshertogtrio ontstond enkele maanden na de zeer succesvolle première van het orkestwerk Wellington's Sieg. Ondanks strubbelingen in de vriendschap tussen Beethoven en Rudolf was Beethoven hem zeer erkentelijk voor zijn niet aflatende financiële steun. Hij bleef daarom muziekstukken aan Rudolf opdragen.
Hoeveel tijd Beethoven spendeerde aan de compositie is onduidelijk. Een autograaf uit maart 1811 kan bewijzen dat het werk in drie weken werd voltooid. Deze tijd, het eind van zijn middenperiode, was voor Beethoven ongekend succesvol en vruchtbaar, en hij kon dan ook meerdere uitgeverijen tegen elkaar uitspelen. Auteursrecht bestond in de negentiende eeuw immers niet of nauwelijks; een componist kreeg alleen een eenmalige vergoeding bij de verkoop van de publicatierechten.
Beethoven stuurde de voltooide compositie naar Rudolf met het verzoek om het in zijn paleis door een kopiist te laten dupliceren, uit angst dat het manuscript zou worden gestolen. Beethoven deed dergelijke verzoeken vaker en het resultaat was dat Rudolf een bibliotheek oprichtte, waarin hij Beethovens manuscripten verzamelde.

## Premières
Twee dagen na voltooiing van het pianotrio voerde Beethoven het voor het eerst uit, in een informele setting in de residentie van Baron Neuworth. In het voorjaar van 1814 voerde Beethoven het werk tweemaal uit tijdens een publiek concert. De eerste daarvan was op 11 april 1814 in het Weense hotel "Zum römischen Kaiser", met violist Ignaz Schuppanzigh en cellist Josef Linke. Beethovens uitvoering leed zwaar onder zijn groeiende doofheid. Deze werd zo ernstig, dat zijn tweede uitvoering van dit pianotrio zijn laatste openbare optreden werd.
Violist en componist Louis Spohr was aanwezig bij een repetitie van het pianotrio en schreef hierover: "Vanwege zijn doofheid was er nauwelijks iets over van de virtuositeit van de artiest, die voorheen zo vurig werd bewonderd. In forte-passages ramde de arme, dove man op de toetsen tot de snaren jankten, en in piano-passages speelde hij zo zacht dat hele groepen noten werden weggelaten, zodat de muziek onbegrijpelijk werd, tenzij men in de partij van de pianoforte kon meelezen. Ik werd diepbedroefd door dit hardvochtige lot."
Pianist en componist Ignaz Moscheles woonde de première bij, en schreef over dit werk: "Bij hoeveel composities is het woord "nieuw" wel niet misplaatst! Maar nooit bij Beethoven, en nog wel het minst bij dit werk, dat wederom vol oorspronkelijkheid zit. Los van de intellectuele kant stelde zijn pianospel mij minder tevreden, omdat het helderheid en precisie miste; maar ik hoorde nog altijd veel sporen van de grootse speelstijl die ik van oudsher in zijn composities herken."

## Structuur
Het Aartshertogtrio bestaat uit de klassieke vier delen.
Allegro moderato
Het eerste deel staat in de hoofdtoonsoort Bes-groot. De structuur is die van de sonatevorm. De eerste twee maten vormen een motief van vijf noten, die door het hele werk heen in allerlei variaties langskomen. Het hoofdthema wordt steeds piano gespeeld, tot de coda (muziek), wanneer het fortissimo wordt gespeeld.
Scherzo (Allegro)
In tegenstelling tot de classicistische traditie heeft Beethoven, zoals ook in zijn Negende symfonie en zijn Strijkkwartet opus 135, het langzame deel en het scherzo van plek gewisseld. Ook het scherzo staat in de hoofdtoonsoort Bes-groot. In sommige edities wordt het herhalingsteken in zowel het scherzo als het trio weergegeven, maar Beethoven gaf zelf geen herhalingsteken aan. De drieklanken die in het eerste deel als motief opdoken, wordt hier uitgebreid tot toonladders.
Andante cantabile, ma però con moto
Het derde deel staat in een andere toonsoort: D-groot. Het bestaat uit een variatiereeks. Er is discussie over de specifieke tempo-aanduiding van Beethoven ten aanzien van de toevoeging "con moto" in de partituur.
Allegro moderato
De finale volgt attacca op het derde deel en staat weer in de toonsoort Bes-groot. De structuur is een losse interpretatie van een rondo-sonatevorm: A B A' B A' (Coda). De ritmische gelijkenissen tussen de vier delen culmineren in de finale, waar Beethoven de ritmische waarden telkens verkort voor maatstreep. De lange coda verkent verder weg gelegen toonsoorten, zo ver als A-groot en Es-groot, voor de muziek op het eind terugkeert in de hoofdtoonsoort Bes-groot. Beethoven gaf tijdens een repetitie aan dat deze coda niet gracieus moet worden gespeeld, maar met veel energie en kracht.

## Ontvangst
Hoewel er na de publieke première klachten waren over het pianospel van Beethoven, door zijn toenemende doofheid, werd het pianotrio zelf enthousiast ontvangen. Het werd al snel als een van Beethovens meesterwerken beschouwd. Zijn reputatie en geloofwaardigheid als componist werden wederom bevestigd. De Allgemeine Musikalische Zeitung beschreef het werk als typisch voor Beethovens werk. Het scherzo werd contrapuntisch geanalyseerd, wat veel zegt over de structuren die in deze tijd nog acceptabel waren voor het publiek tussen de classicistische en romantische periodes. In 1823 deed deze krant nog een oproep aan musici om het werk met veel toewijding en inspiratie uit te voeren.